# 馬南機場
馬南機場是服務尼泊爾甘達基省的城鎮馬南的機場。機場位於馬南東側航空距離2.5公里處。

## 設備
馬南機場位於海拔超過11000英呎（3519公尺）處。具備一條長為610米的跑道。由尼泊爾民用航空局負責持續進行擴建與改善，希望接下來的改善工程可增加往返此機場的班機數量。該區在2011年才完成一條公路連接安納布爾納峰，在此之前沒有公路，所有運輸均依靠騾車或腳夫的挑運。

## 航線與目的地
| 航空公司   | 目的地           |
| ---------- | ---------------- |
| 尼泊爾航空 | 博克拉           |
| 塔拉航空   | 加德滿都、博克拉 |

## 外部連結
- Accident history for NGX / VNMA （页面存档备份，存于）